# Caltha novae-zelandiae
Caltha novae-zelandiae — вид квіткових рослин роду калюжниця (Caltha) родини жовтецеві (Ranunculaceae). Інша назва — калюжниця новозеландська.

## Поширення
Вид є ендеміком Нової Зеландії. Росте на вологих альпійських луках.